# Serie F de la Primera División de la Liga Central de Football de Santiago 1927
La Serie F de la Primera División de la Liga Central de Football de Santiago 1927 fue un de los nueve grupos en las que se dividió la primera categoría de la Liga Central de Football de Santiago, competición unificada de fútbol de carácter oficial y amateur de la capital de Chile, correspondiente a la temporada 1927. Se jugó desde el 22 de mayo de 1927 hasta el 2 de febrero de 1928.
Su organización estuvo a cargo de la Liga Central de Football de Santiago (LCF) y contó con la participación de nueve equipos. La competición se disputó bajo el sistema de todos contra todos, en una sola rueda.
El campeón fue Sol de Mayo, que se adjudicó su primer título de la Primera División de la Liga Central de Football de Santiago.
El Celta y el Unión Camilo Henríquez terminaron últimos y fueron desafilados de la competición.

## Antecedentes
En conformidad a la unificación de las federaciones del fútbol nacional, acontecida en 1926, en sesión del 19 de abril de 1927 se acordó poner en vigencia el pacto de fusión de las principales ligas y asociaciones de Santiago, y se constituyó la Liga Central de Football de Santiago (LCF):

«En esta fecha quedan desafiliadas la Liga Metropolitana de Deportes, la Liga Santiago de Football, la Liga Nacional Obrera de Football y la Asociación Santiago de Football y reconocida la nueva entidad, denominada Liga Central de Football de Santiago».

Las mayores discrepancias del proceso de fusión estribaron en la parte económica, es decir, en la liquidación de los activos y pasivos de ligas. A este punto se llegó al acuerdo de que los propios clubes financiarían sus propios débitos o los paliarían con préstamos de la Federación de Football de Chile. Otra dificultad fue la gran cantidad de equipos que iban a componer la LCF, la cual, acordó la siguiente distribución de los clubes por liga: la Asociación de Football de Santiago y la Liga Metropolitana de Deportes, con 23 clubes cada una; y la Liga Nacional Obrera de Football y la Liga Santiago de Football, con 16 clubes cada una; esto es, 78 equipos en total. Se estableció que la competición iniciaría el 22 de mayo de 1927, con la división de nueve series confeccionadas por sorteo: las seis primeras con nueve clubes y las tres últimas con ocho. Se determinó, además, que todos los participantes serían considerados como de Primera División, habiéndose dejado constancia de no fijar una Serie de Honor. Se acordó que los tres últimos posicionados de cada serie no podrían competir en 1928, esto es, serían disueltos, y se obligó a los clubes a fusionarse para robustecer su capacidad futbolística ante la eventual eliminación al final de la temporada, como prosecución progresiva por un período de tres temporadas, reducción que concluiría con 20 equipos, según la Federación de Football de Chile.

## Sistema de Campeonato
La competición se jugó bajo el sistema de todos contra todos y en una sola rueda, resultando campeón aquel equipo que acumulase más puntos en la tabla de posiciones.

## Equipos participantes

### Equipos por Provincia
| Equipo                 | Provincia             | Ciudad            |
| ---------------------- | --------------------- | ----------------- |
| Carioca                | Provincia De Santiago | Santiago de Chile |
| Celta                  | Provincia De Santiago | Santiago de Chile |
| Germinar               | Provincia De Santiago | Santiago de Chile |
| Internado              | Provincia De Santiago | Santiago de Chile |
| La Cruz                | Provincia De Santiago | Santiago de Chile |
| Primero de Mayo        | Provincia De Santiago | Santiago de Chile |
| Santiago Badminton     | Provincia De Santiago | Santiago de Chile |
| Sol de Mayo            | Provincia De Santiago | Santiago de Chile |
| Unión Camilo Henríquez | Provincia De Santiago | Santiago de Chile |

## Clasificación
| 1.                                             | Sol de Mayo            | 8 | 15 |
| 2.                                             | Primero de Mayo        | 8 | 11 |
| 3.                                             | Carioca                | 8 | 9  |
| 4.                                             | La Cruz                | 8 | 8  |
| 4.                                             | Santiago Badminton     | 8 | 8  |
| 5.                                             | Germinar               | 8 | 6  |
| 6.                                             | Internado              | 8 | 4  |
| 7.                                             | Celta                  | 8 | ** |
| 8.                                             | Unión Camilo Henríquez | 8 | ** |
| Última actualización: 21 de septiembre de 2014 |                        |   |    |

|  |                                                       |
|  | Campeón.                                              |
|  | Eliminado de la Liga Central de Football de Santiago. |

## Resultados
| Santiago Badminton | 3 : 2 | Primero de Mayo |  |  | 5 de junio |  |

| Carioca     | 3 : 1 | Primero de Mayo        |  |  | 19 de junio |  |
| Sol de Mayo | 5 : 0 | Unión Camilo Henríquez |  |  | 19 de junio |  |

| Carioca | 1 : 1 | Santiago Badminton |  |  | 3 de julio |  |

| Internado          | 1 : 2 | Unión Camilo Henríquez |  |  | 10 de julio |  |
| Santiago Badminton | 8 : 2 | La Cruz                |  |  | 10 de julio |  |

| Celta    | 2 : 3 | Carioca         |  |  | 17 de julio |  |
| Germinar | 1 : 1 | Primero de Mayo |  |  | 17 de julio |  |

| Santiago Badminton | 1 : 2 | Internado |  |  | 14 de agosto |  |
| Sol de Mayo        | 3 : 1 | Germinar  |  |  | 14 de agosto |  |

| Sol de Mayo | 1 : 0 | Internado              |  |  | 28 de agosto |  |
| Carioca     |       | Unión Camilo Henríquez |  |  | 28 de agosto |  |

| Sol de Mayo | 2 : 0 | Primero de Mayo |  |  | 2 de octubre |  |
| Carioca     | 1 : 2 | Germinar        |  |  | 2 de octubre |  |

## Campeón
| Santiago de Chile      |
| Sol de Mayo 1.º título |